# 弗洛雷安納島
弗洛雷安納島（英語：Floreana Island）是厄瓜多爾加拉巴哥群島的一個島嶼，位於西南太平洋海域，屬於加拉帕戈斯群島的一部分，長18公里、寬16公里，面積173平方公里，最高點海拔高度640米，人口約100。

## 地名起源
弗洛雷安納島的名稱是紀念厄瓜多爾首任總統胡安·何塞·弗洛雷斯，他在統治期間取得這群島的統治權。此島亦稱為圣玛利亚島（Santa Maria），得名於圣玛利亚号。英語中曾稱這個島為查爾斯島，以紀命英格蘭國王查爾斯二世。

## 歷史
弗洛雷安納島在1535年被托馬斯·德·貝蘭加發現。
1882年，信天翁號研究船被美国鱼类委员会指派去加拉帕戈斯群島作兩星期研究，期間亦停留在此島。
1929年，弗里德里希·里特尔（Friedrich Ritter）與多尔·施特劳赫（Dore Strauch）從柏林移居至此島居住。他們移居這裡的消息被報導後，便引來其他人移居這島。1932年，
海因茨（Heinz）和妻子玛格丽特·维特默（Margret Wittmer）帶著兒子從德國移居到這裡，並在這裡誕下一子罗尔夫（Rolf），成為了首位在加拉帕戈斯群島出生的人。之後亦有數人來這島生活。後來島上發生了一連串神秘失蹤和死亡事件，加上施特劳赫離開這島，使维特默家庭成為島上唯一居住者。這事件後來被拍攝成紀錄片電影弗洛雷安納島事件，於2013年上映。2024年，改编自事件的电影《伊甸园》上映，由朗·侯活执导，诺亚·平克编剧，主演包括安娜·德哈瑪斯、凡妮莎·寇比、席德妮·史威尼、裘德·洛、丹尼爾·布爾、费利克斯·卡默雷尔、托比·华莱士和理查·羅森堡。

## 生態
弗洛雷安納島是一個盾狀火山島，在150萬年前噴出碱性玄武岩而成。塞羅帕哈斯山是島上最高的死火山。
這島被國際鳥盟認可為重点鸟区，是極危鳥類暗腰圓尾鸌在群島中的主要棲息地。其它重要動物包括中树雀，岩鷗和加岛企鹅亦在該島出沒。
當查尔斯·达尔文在1835年造訪該島時，他沒有發現島上有任何原生陸龜，他推斷捕鯨船，海盜和人類定居者把它們趕絕。自1850年後，島上再沒有任何野生陸龜出沒，而國際自然保護聯盟亦把弗洛雷安納象龜歸類為已滅絕。

## 外部連結
- Floreana （页面存档备份，存于）